# Jan Brouwerbrug
De Jan Brouwerbrug (brugnummer 765) is een vaste brug in Amsterdam Nieuw-West.
De brug is gelegen in de Van Suchtelen van de Haarestraat en overspant de Hoekenesgracht. Ze voert naar het Stadspark Osdorp aan de Wolbrantskerkweg. De brug is alleen begaanbaar voor voetgangers en rijwielen. De brug kent een betonnen overspanning die landt op bakstenen landhoofden.
De brug ging tot 2016 naamloos door het leven. De Amsterdamse bevolking kon toen namen aandragen voor anonieme bruggen of bruggen met alleen een officieuze naam. De brug werd toen vernoemd naar de in 2006 Jan Brouwer, plaatselijk (dat wil zeggen Osdorp) bekend als het Groene geweten (aldus Het Parool) en oprichter van de eerste moestuin aldaar (De Dovenetel). Hij was jarenland lid van de stadsdeelraad bewonerscommissie Osdorp en woonde ook jarenlang in die wijk. Rond de brug staat een aantal keramieken beelden van Adriaan Rees.
<<< · 700 · 701 · 702 · 703 · 704 · 705 · 706 · 707 · 708 · 709 · 710 · 711 · 712 · 713 · 714 · 715 · 716 · 717 · 718 · 719 · 720 · 721 · 722 · 725 · 726 · 729 · 730-738 · 739 · 740 · 741 · 742 · 743 · 744 · 745 · 746 · 747 · 748 · 749 · 751 · 752 · 753 · 754 · 755 · 756 · 757 · 758 · 759 · 760 · 761 · 762 · 763 · 764 · 765 · 766 · 767 · 768 · 769 · 770 · 771 · 772 · 773 · 775 · 776 · 777 · 778 · 779 · 780 · 781 · 782 · 783 · 784 · 786 · 787 · 788 · 789 · 790 · 791 · 792 · 793 · 794 · 795 · 797 · >>>
Brugnummers  723, 724, 727, 728, 750, 774, 785, 796 (niet gerealiseerde brug over de Slotervaart), 798 en 799 zijn niet vergeven.